# Saint-Calais
Saint-Calais là một xã trong tỉnh Sarthe trong vùng Pays-de-la-Loire ở tây bắc nước Pháp. Xã này nằm ở khu vực có độ cao từ 87-163 mét trên mực nước biển.